# Port lotniczy Szalif
Port lotniczy Szalif (IATA: CFK, ICAO: DAOI) – port lotniczy położony w Szalif, w prowincji Asz-Szalif, w Algierii.

## Linie lotnicze i połączenia
| Linia Lotnicza      | Kierunek                                         |
| ------------------- | ------------------------------------------------ |
| Air Algerie         | 1. Algier 2. Marsylia 3. Paryż-Charles de Gaulle |
| ASL Airlines France | Sezonowo: 1. Paryż-Charles de Gaulle             |